# Krasue
Krasue és un fantasma nocturn del folklore de l'Àsia Sud-oriental. Es coneix com a Krasue a Tailàndia, Kasu a Laos, Ap a Cambodja, Penanggalan o Hantu Penanggal a Malàisia i com a Leyak a l'illa de Bali.
Aquest fantasma és un cap de dona que durant la nit es pot separar del seu cos i que és capaç de volar amb el cor i els budells penjant del coll. De vegades es presenta amb una aurèola fosforescent. Perpètuament afamat, xucla sang o menja carronya. Sovint ataca a les dones embarassades. Té una llengua molt llarga que pot estendre. És un esser llegendari molt popular als països d'origen on freqüentment surt a pel·lícules i sèries de televisió.
La Krasue és prou semblant al Manananggal de les Filipines amb la diferència que en aquest cas el fantasma se separa de cintura cap a dalt. També se sembla al Nukekubi del Japó, però en aquest cas al cap de la dona no li pengen òrgans interns.